# Касейя-центр
Касейя-центр (англ. Kaseya Center, ранее «Майами-Дейд-арена», «Эф-ти-экс-арена» и «Американ-эйрлайнс-арена») — спортивный комплекс в Майами (штат Флорида, США), открытый в 1999 году. Вместимость арены — около 20 тыс. человек. Является домашней ареной для команды Майами Хит (НБА). В сезонах женской NBA 2000—2002 служила домашней ареной команде WNBA «Майами Сол» (Miami Sol), в составе которой блистала россиянка Елена Баранова (Олимпийская чемпионка, первый игрок из Европы в женской NBA, первая и единственная россиянка в матче всех звёзд женской NBA (2001 WNBA All-Star Game)).
В 2000 году арена принимала WCW Uncensored, 29 января 2006 года Королевскую битву WWE, 18 ноября 2007 — Бои на выживание WWE.
Кроме спортивных мероприятий, сооружение часто используется и для проведения концертов. В своё время здесь выступали Тина Тёрнер, Шэр, Селин Дион, Green Day, Луис Мигель, Мэрайя Кэри, Мадонна, Бритни Спирс и др.

## Галерея

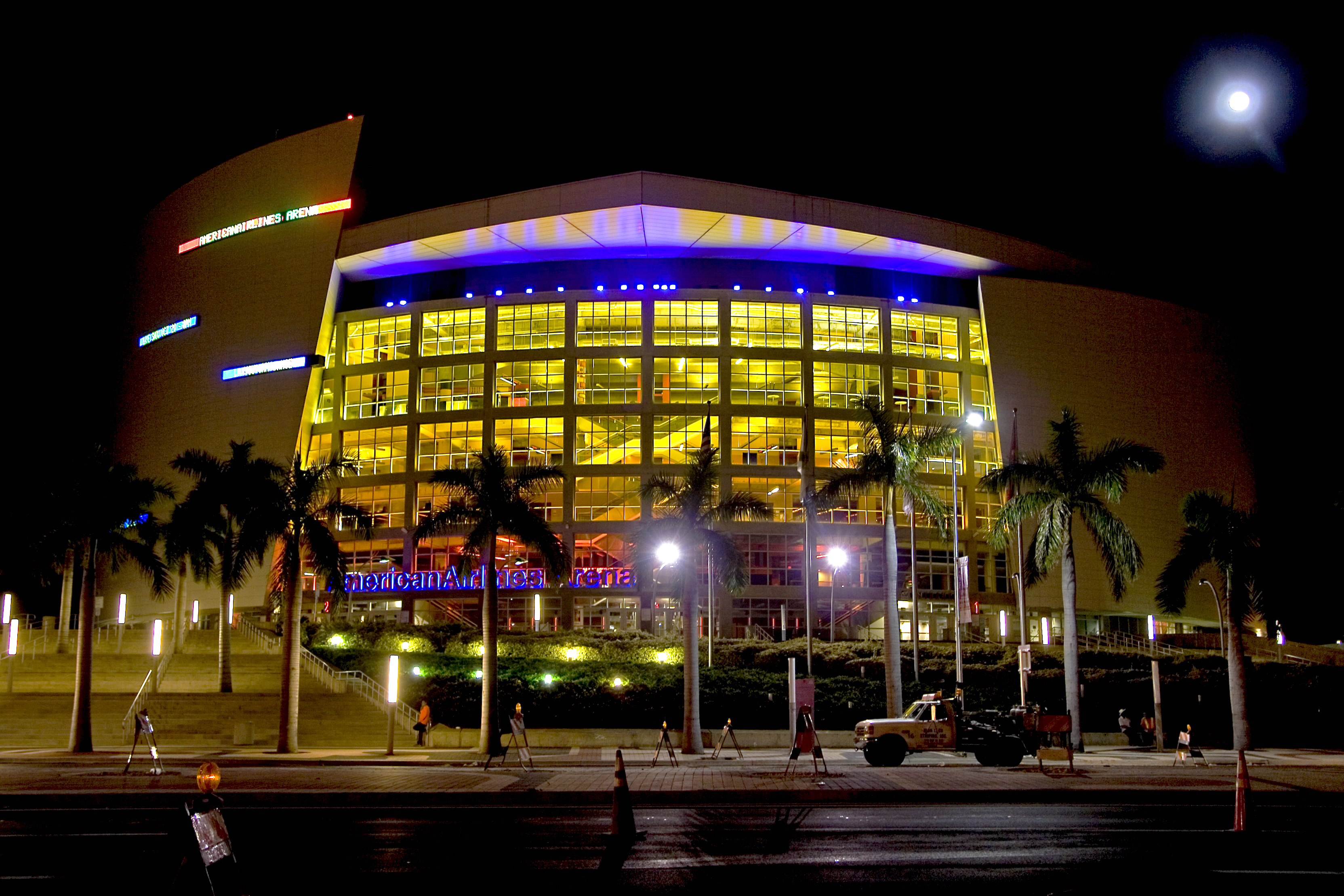
Ночной вид арены
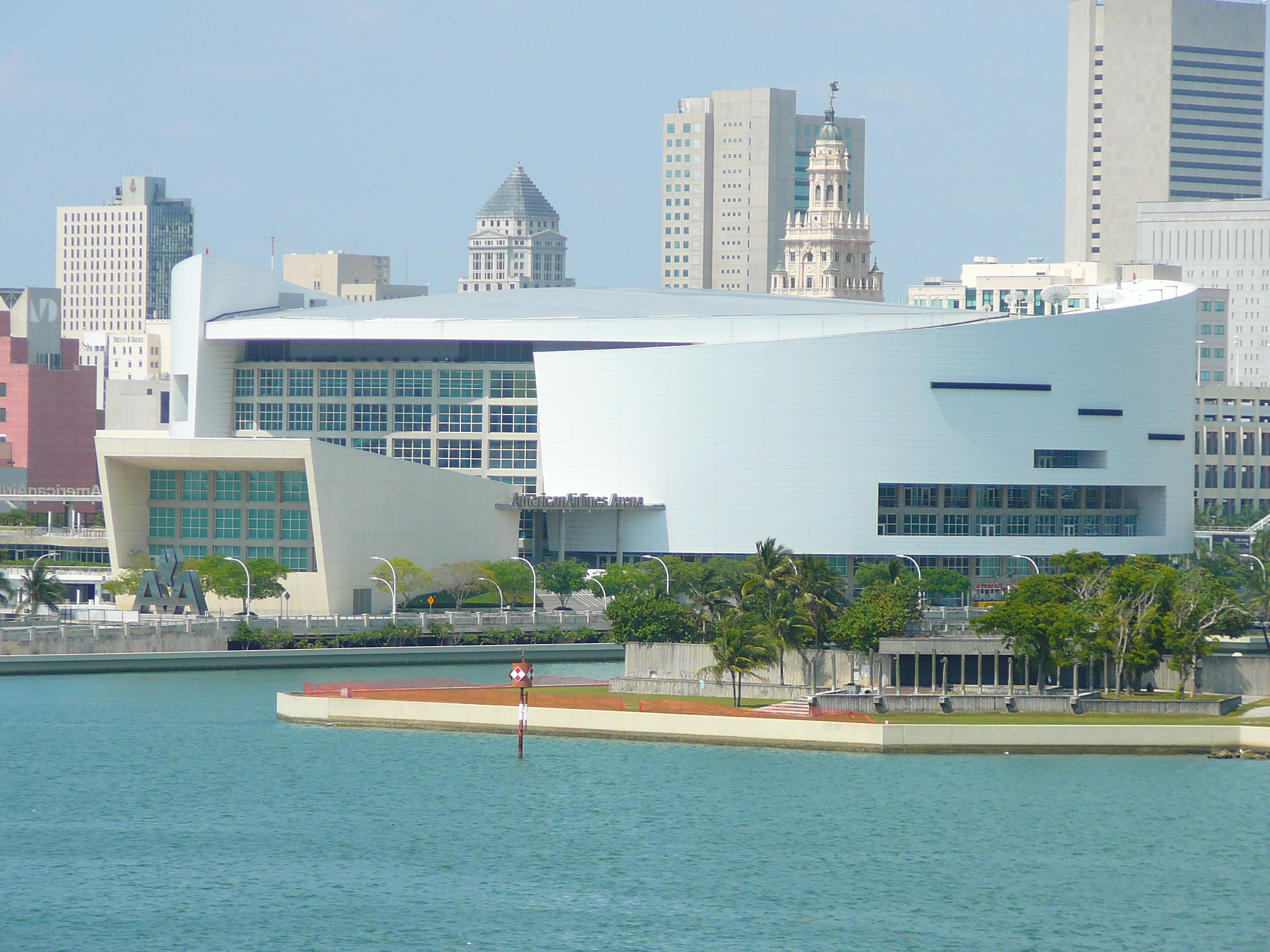
Вид со стороны залива
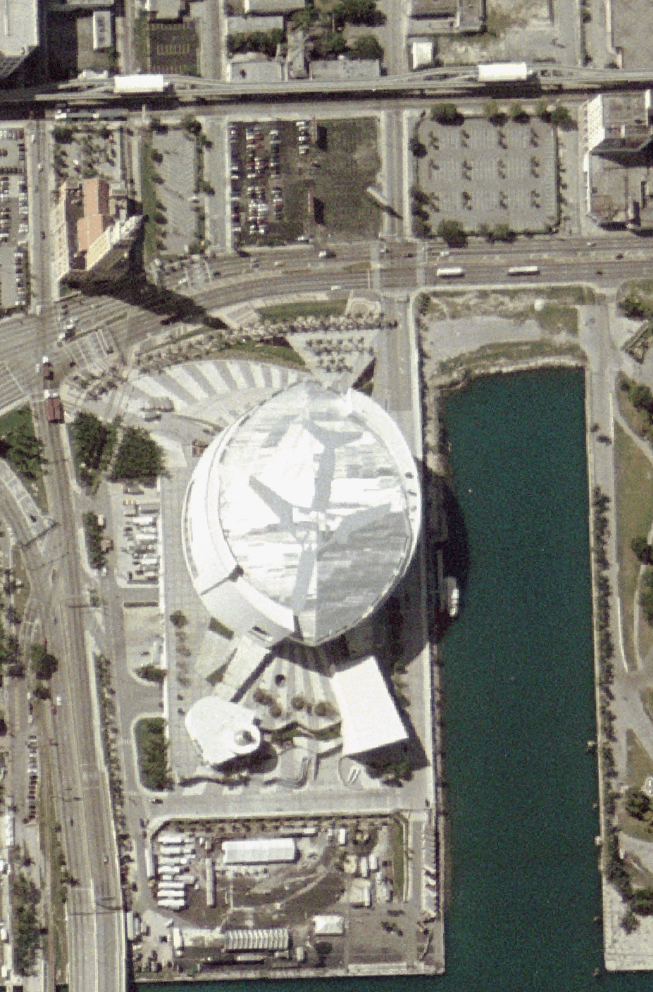
Вид со спутника
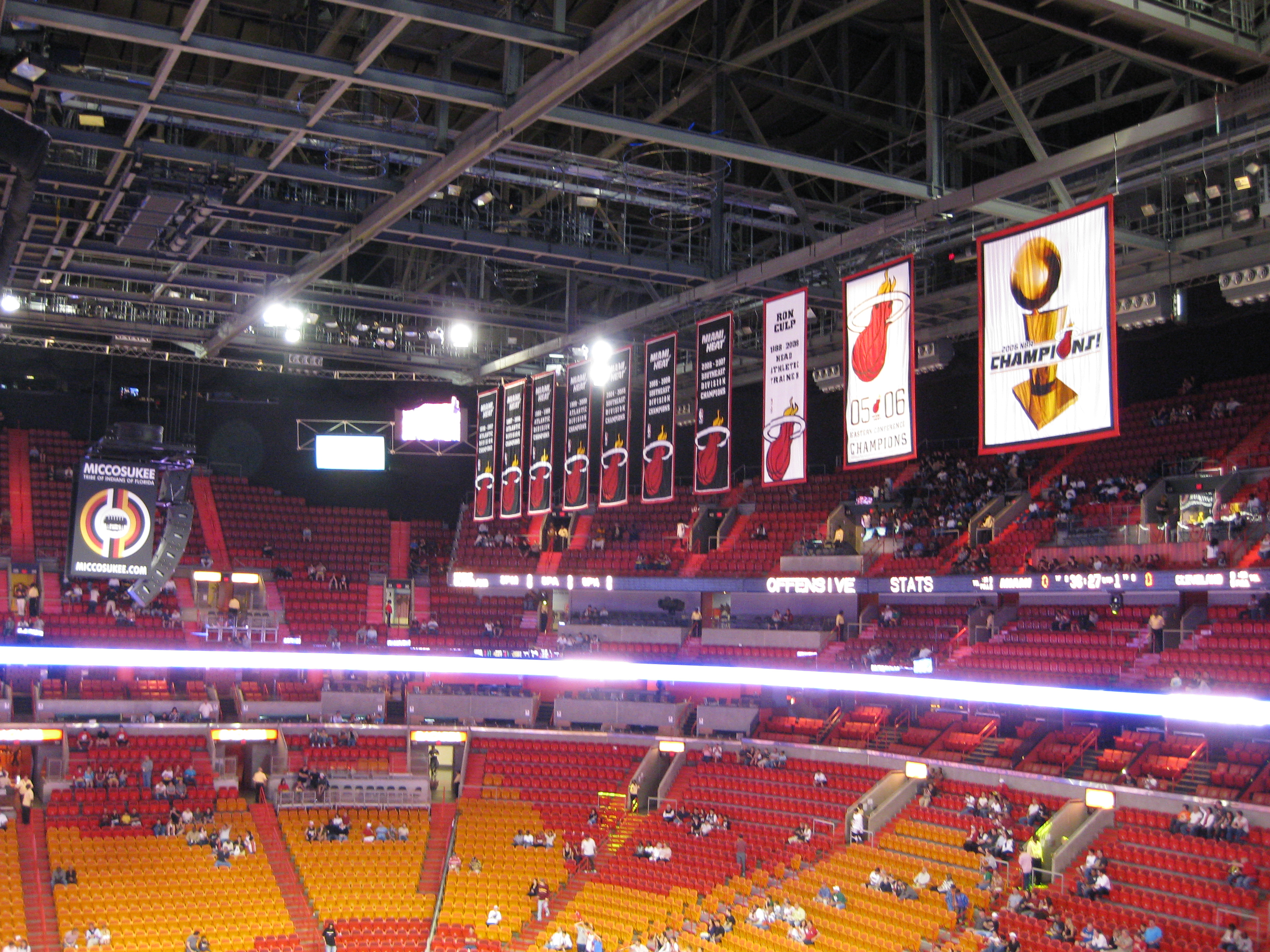
Трибуны